# 행크 존스
행크 존스(Hank Jones, 1918년 7월 31일 ~ 2010년 5월 16일)는 미국의 재즈 피아니스트, 밴드리더, 그리고 작곡가였다. 비평가들과 음악가들은 존스를 웅변적이고 서정적이며 나무랄 데가 없다고 묘사했다. 1989년, 국립 예술 재단은 그에게 NEA 재즈 마스터 상을 수여했다. 그는 2003년에 ASCAP 재즈 리빙 레전드 상을 수상하기도 했다. 2008년에, 그는 국립 예술 메달을 받았다. 2009년 4월 13일, 하트퍼드 대학은 존스의 음악적 업적에 대해 박사 학위를 수여했다.